# 阿尔丰
阿尔丰（法語：Arfons，法語發音：[aʁfɔ̃]）是法国奥克西塔尼大区塔恩省的一个市镇，属于卡斯特尔区。

## 地理
阿尔丰（43°25'47"N, 2°10'4"E）面积40.71 平方千米，位于法国奧克西塔尼大區塔恩省，该省份为法国南部内陆省份，北起顺时针与阿韦龙省、埃罗省、奥德省、上加龙省和塔恩-加龙省接壤。
与阿尔丰接壤的市镇（或旧市镇、城区）包括：拉孔布、拉普拉德、赛萨克、杜尔涅、埃斯库桑、马萨盖勒、索雷兹、韦尔达勒。
阿尔丰的时区为UTC+01:00、UTC+02:00（夏令时）。

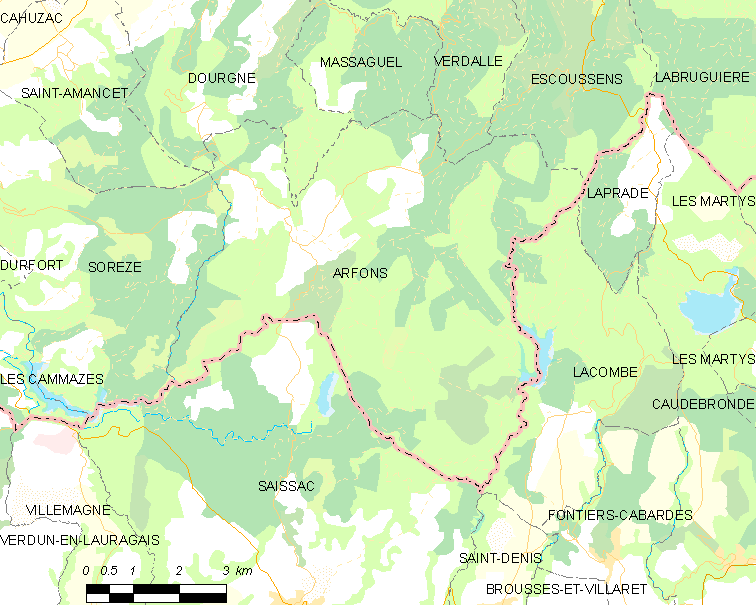
阿尔丰的OSM定位图

## 行政
阿尔丰的邮政编码为81110，INSEE市镇编码为81016。

## 政治
阿尔丰所属的省级选区为努瓦尔山县。

## 人口

1962-2008年间阿尔丰人口变化图示

阿尔丰于2022年1月1日时的人口数量为178人。